# 1889年足球
以下記載著1889年世界各地有關足球的重要事件：
- 普雷斯顿贏得首屆英格蘭足球聯賽冠軍，並以18勝4和不敗成績贏得冠軍，在英格蘭足球歷史上能夠同樣創出單季聯賽不敗成績只有兩支球隊達成，除了普雷斯顿之外就是2003年至04年英格蘭超級聯賽冠軍阿仙奴。
- 普雷斯顿奪得英格蘭足總盃冠軍，普雷斯顿同時贏得聯賽冠軍及足總盃成為英格蘭首支雙料冠軍。
- 英格蘭足球同盟成立，以和當時的足球聯盟（Football League）對立，創會時共有十二位成員，是英格蘭第二個職業足球聯賽。
- 丹麥足球協會成立。
- 首屆荷蘭足球錦標賽冠軍由VV Concordia奪得。
- 首屆丹麥足球錦標賽舉行。
- 3月，英格蘭北部聯賽（Northern Football League）成立，是英格蘭足球聯賽之後第二個足球聯賽。

## 1889年成立的足球會
- 英格兰
  - 錫菲聯
  - 溫布頓
- 西班牙
  - 韋爾瓦

## 各地聯賽冠軍
| 國家   | 賽事                 | 冠軍     | 奪冠次數 | 上次奪標 |
| ------ | -------------------- | -------- | -------- | -------- |
| 英格兰 | 第1屆 英格蘭足球聯賽 | 普雷斯顿 | 第1次    | －       |

## 各地盃賽冠軍
| 國家   | 賽事                 | 冠軍              | 奪冠次數 | 上次奪標 |
| ------ | -------------------- | ----------------- | -------- | -------- |
| 英格兰 | 第18屆 英格蘭足總盃  | 普雷斯顿          | 第1次    | －       |
| 印度   | 第2屆 杜蘭德盃       | 高地輕步兵團      | 第1次    | －       |
| 荷蘭   | 第1屆 荷蘭足球錦標賽 | VV康克迪亞        | 第1次    | －       |
| 苏格兰 | 第16屆 蘇格蘭足總盃  | 第三蘭納克        | 第1次    | -        |
|        | 第12屆 威爾斯盃      | 賓高城            | 第1次    | -        |
| 美国   | 第5屆 美洲盃         | Fall River Rovers | 第2次    | 1888年   |

## 國際賽
- 1889年英國本土四角錦標賽（1888年2月28日至4月27日）
  - 冠軍： 苏格兰